# Suhoj Su-35
Suhoj Su-35 (rusko Сухой Су-35; NATO oznaka: Flanker-E) je oznaka za dve verziji predelanih lovcev, ki sta zasnovana na podlagi Su-27. Obe verziji sta enosedežni in imata dva motorja.
Prva različica je bila zasnovana v 1980-ih letih in je sprva imela oznako "Su-27M", pozneje pa Su-35. Imela je močnejše motorje, aerodinamične izboljšave, novejšo avioniko in večji dolet. Prvi let je bil junija 1988. Pozneje so letalo modificirali v Su-37.
Leta 2003 je podjetje Suhoj zasnovalo drugo modernizacijo, ki naj bi bil lovec 4++ generacije vmesni korak med prejšnjimi lovci in trenutnim Su-57. 

## Specifikacije (Su-35S)
Podatki iz KnAAPO
Splošne karakteristike
- Posadka: 1
- Dolžina: 21,9 m (72,9 ft)
- Razpon kril: 15,3 m (50,2 ft)
- Višina: 5,90 m (19,4 ft)
- Površina kril: 62,0 m² (667 ft²)
- Teža praznega letala: 18400 kg (40570 lb)
- Naložena teža: 25300 kg (56660 lb) pri 50 % notranjega goriva
- Maks. vzletna teža: 34500 kg (76060 lb)
- Pogon letala: 2 × Saturn 117S (AL-41F1S) turbofan z usmerjevalnikom potiska in dodatnim zgorevanjem
  - Potisk motorjev (suh): 8800 kgf (86,3 kN, 19400 lbf)  vsak
  - Potisk motorjev z dodatnim zgorevanjem: 14500 kgf (142 kN, 31900 lbf) vsak
- Kapaciteta goriva: 11.500 kg (25.400 lb) v notranjosti

 Zmogljivost 
- Maks. hitrost: 

  - Na višini: Mach 2,25 (2390 km/h, 1,490 mph)
  - Na nivoju morja: Mach 1,15 (1400 km/h, 870 mph)
- Doseg: 

  - Na višini: 3600 km (1940 nmi)
  - Na nivoju morja: 1580 km (850 nmi)
- Največji doseg: 4500 km (2430 nmi) z dvema dodatnima rezervoarjema
- Višina leta: 18000 m (59100 ft)
- Hitrost vzpenjanja: ~330 m/s (~65000 ft/min)
- Obremenitev kril: 408 kg/m² (500.8 kg/m² s polnimi notranjimi rezervoarji) (84,9 lb/ft² 50 % goriva)
- Razmerje potisk/teža: 1,126 pri 50 % goriva (0,92 s polnimi tanki)
- Maks. g-obremenitev: +9 g

Oborožitev

- Strelno orožje: 1× 30 mm GŠ-30 s 150 naboji
- Nosilci za orožje: 12 nosilcev s kapaciteto 8000 kg (17630 lb) in zalogo orožja s kombinacijo:
  - Rakete: 

    - S-25L lasersko vodena raketa
    - S-25 nevodena raketa
    - B-8
    - B-13

  - Izstrelki: 

    - Vimpel R-27R/ER/T/ET
    - Vimpel R-77 – R-77M, R-77T
    - Vimpel R-73E/M, in R-74M
    - H-29T/L
    - H-31P/A
    - H-59ME
    - H-61

  - Bombe: 

    - FAB-250 250 kg (550 lb) nevodene bombe
    - FAB-500 500 kg (1.100 lb) nevodene bombe
    - KAB-500L lasersko vodene bombe
    - KAB-1500 lasersko vodene bombe

  - Drugo: 

    - sistem za "buddy" leteči tanker, lahko oskrbuje druga letala z gorivom

Letalska elektronika

- Irbis-E PESA  radar
- KNIRTI SAP 14 motilnik [8]
- KNIRTI SAP 518 motilnik
- OLS-35 IR sistem
- Khibini-M sistem za elektronsko bojevanje